# کوه پوما وین
کوه پوما وین (به اسپانیایی: Puma Huain) یک کوه در پرو است که در منطقه اوئانوکو واقع شده‌است. کوه پوما وین ۴٬۲۰۰ متر بالاتر از سطح دریا واقع شده‌است.